# Buffet (maaltijd)

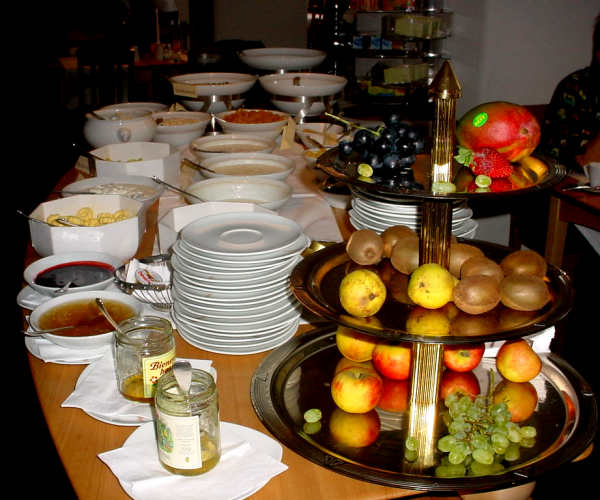
Ontbijt in een hotel in buffet-stijl

Een buffet is een manier om aan gasten eten aan te bieden. Er staat een tafel met allemaal verschillende hapjes in een centrale ruimte. Iedereen loopt met een bord langs de tafel(s) en schept het eten op. Als het bord vol is, gaat men dit aan tafel opeten, om eventueel later nog meer op te scheppen.
Deze manier van eten is populair in sommige gebieden of regio's van de wereld. Er zijn veel bedrijven en cateraars die dit verzorgen. Er zijn ook veel verschillende mogelijkheden om een buffet uit te voeren. Het eten kan heel verschillend zijn. Vooral in hotels wordt dit gebruikt voor het ontbijt en soms ook voor het avondeten. Het is geschikt voor grote feesten waar veel gasten komen, zoals een bruiloft. Er hoeven geen tafels te worden gedekt, men kan zoveel eten maken als nodig is en gasten kunnen zelf het eten opscheppen en een plaats zoeken om te eten.

## Koud buffet
Een koud buffet is een buffet met alleen maar etenswaren die niet verwarmd zijn, zoals broodjes en salades.

## Lopend buffet
Een uitgebreid buffet wordt ook wel een lopend buffet genoemd (een maaltijd waarbij de gasten langs het buffet lopen om zichzelf bedienen). 